# Michel Temporal
Michel Louis Temporal, né le 13 janvier 1886 à Lyon et mort le 7 juillet 1944 à Saint-Rambert-en-Bugey dans le département de l'Ain, est un médecin militaire français, maire de Saint-Rambert-en-Bugey de 1935 à 1944, qui fut pris en otage puis fusillé par les troupes allemandes,. Il était capitaine de l'Armée Française par décret du 14 juin 1932 et officier de la Légion d'honneur par décret du 23 décembre 1936.

## Biographie

### Scolarité, études et début dans la vie professionnelle

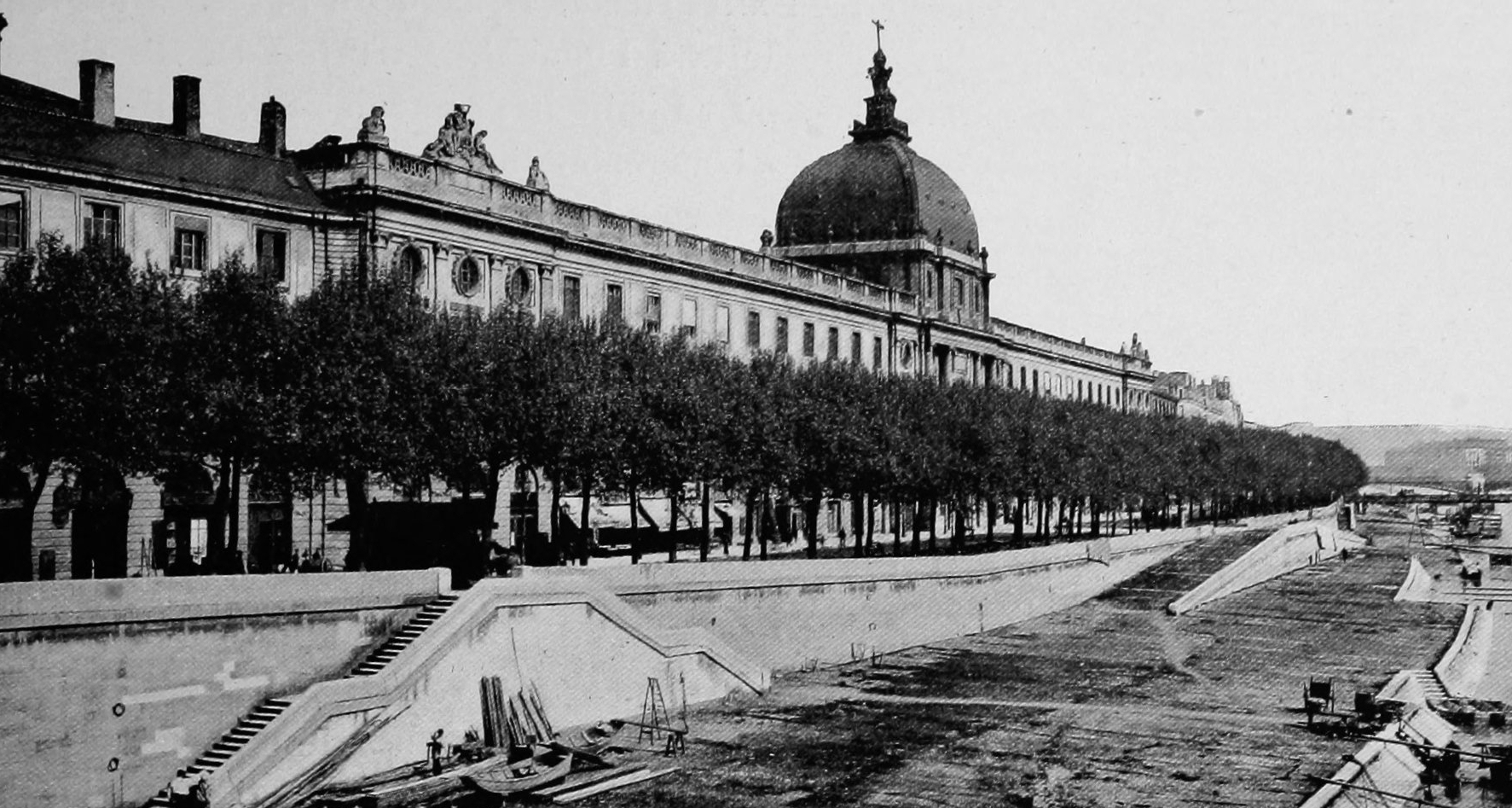
Vue de l'Hôtel-Dieu de Lyon au début XXe siècle.

Michel Temporal est le fils d’Édouard Temporal, comptable, puis propriétaire d'un magasin de toiles et de lingeries, et de Marie-Antoinette Gangolphe. Il naît au domicile de ses parents, au numéro 6 du cours Gambetta, à Lyon.
Seul garçon d'une fratrie de cinq enfants, il effectue sa scolarité à l'institut catholique Ozanam, de 1896 à 1903, année où il obtient son diplôme de bachelier (Lettres et philosophie) avec mention. En 1904, il entre en faculté de médecine à Lyon. En 1906, Michel Temporal fait partie du service du professeur Michel Gangolphe, son oncle, à l'hôpital de l'Hôtel-Dieu de Lyon.
Ancien externe des Hôpitaux civils de Lyon, il obtient son diplôme de docteur en médecine le 7 août 1912 et installe son cabinet à Saint-Rambert-en-Bugey en octobre de la même année.
En août 1913, considéré comme une « personnalité compétente », le docteur Temporal est mandaté par le sous-préfet de Belley pour fournir un rapport au service de statistique générale de la France sur les conditions de vie de la population de Saint-Rambert, à la suite du décret du 17 mai 1913 « instaurant une commission chargée des études relatives à la physiologie du travail professionnel, aux conditions de l’existence, aux aptitudes professionnelles et à leur formation dans les familles ouvrières et paysannes »,.

### Grande Guerre et carrière militaire

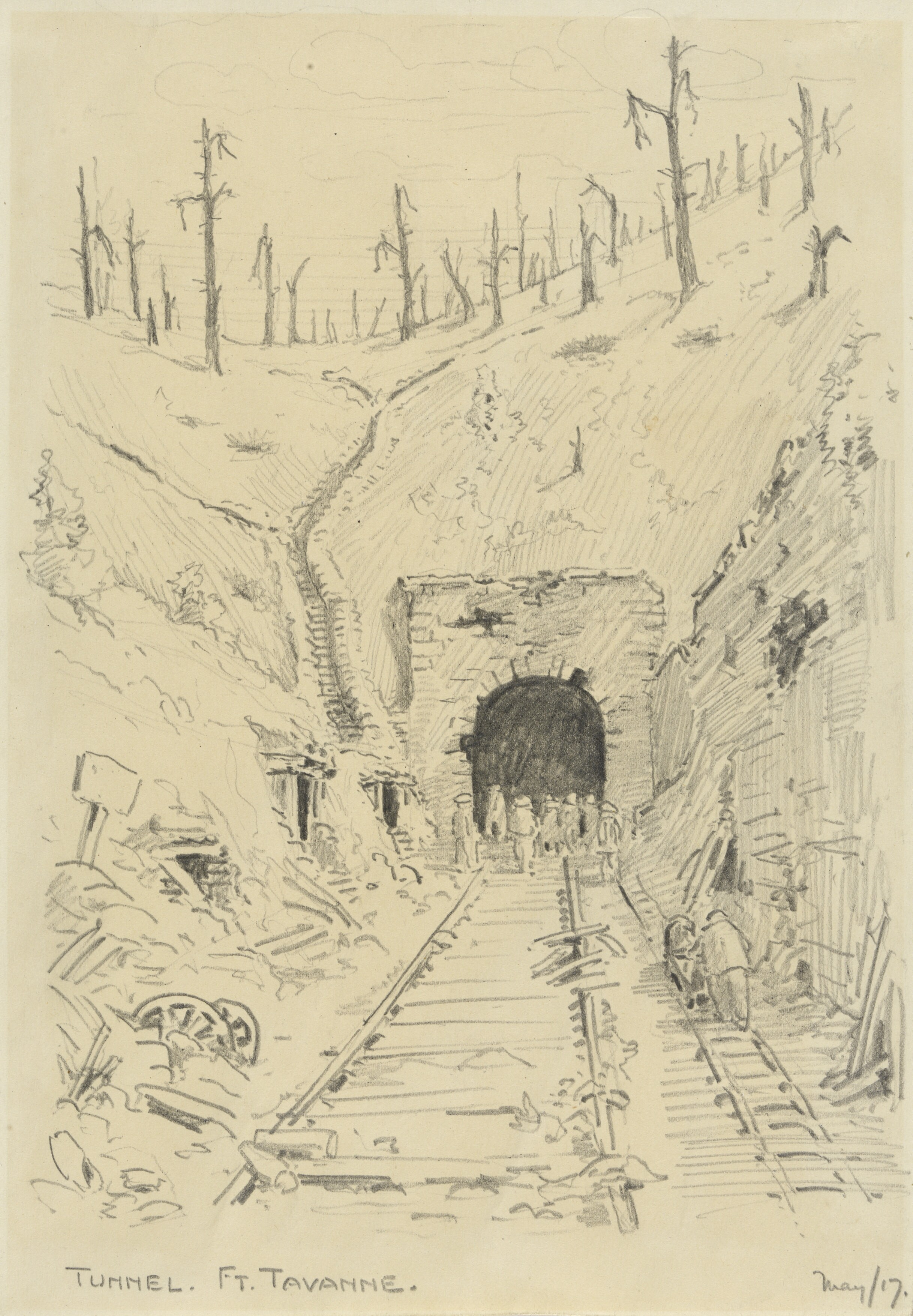
Vue du tunnel de Tavannes, où séjourna le docteur Michel Temporal en 1916

Michel Temporal, mobilisé le 12 février 1915 à la 14e section d'infirmier de Lyon, est nommé médecin auxiliaire en mars de la même année, puis médecin aide major à titre temporaire de 2e classe le 8 avril, le lendemain de son mariage avec Adrienne Jeanne Ferréol, une infirmière chirurgicale qu'il a rencontré pendant ses études
Il est affecté le 4 mai 1915 au 5e bataillon du 323e régiment d'infanterie, à Velaines dans la Meuse (Lorraine). Lors du conflit, le docteur Temporal assurera notamment le service médical au poste de secours du réduit d'Avocourt (1916). Il rédigera à l'époque d'intéressants témoignages, notamment au sujet de la vie des «poilus» au tunnel de Tavannes ou de « l'indifférence du soldat devant les spectacles de la mort et de la désolation ».
Après plusieurs citations à l'ordre du régiment, Michel Temporal est décoré de la Croix de Guerre avec 3 étoiles de bronze. Le 20 septembre 1917, il reçoit la médaille d'Honneur de Vermeil des Épidémies. Démobilisé le 29 avril 1919, il rentre à Saint-Rambert et reprend son activité médicale.

### Entre-deux-guerres

#### Carrière militaire
Maintenu dans les cadres de réserve, Michel Temporal effectue différentes périodes d'activités militaires et est successivement affecté au 110e régiment de chasseurs (1920), à l'ambulance médicale du 7e corps d'armée à Dôle (1923), au  32e régiment de tirailleurs nord-africains (1924) et à la direction du service de santé de la 14e région militaire (1925). Promu médecin capitaine en 1932, il est nommé médecin chef à l'hôpital de la caserne Sibuet, à Belley (1933), à la Roche-sur-Foron (1933) et à Bonneville[Lequel ?] (1939). Il est « rayé des cadres » en 1940.

#### Carrière politique

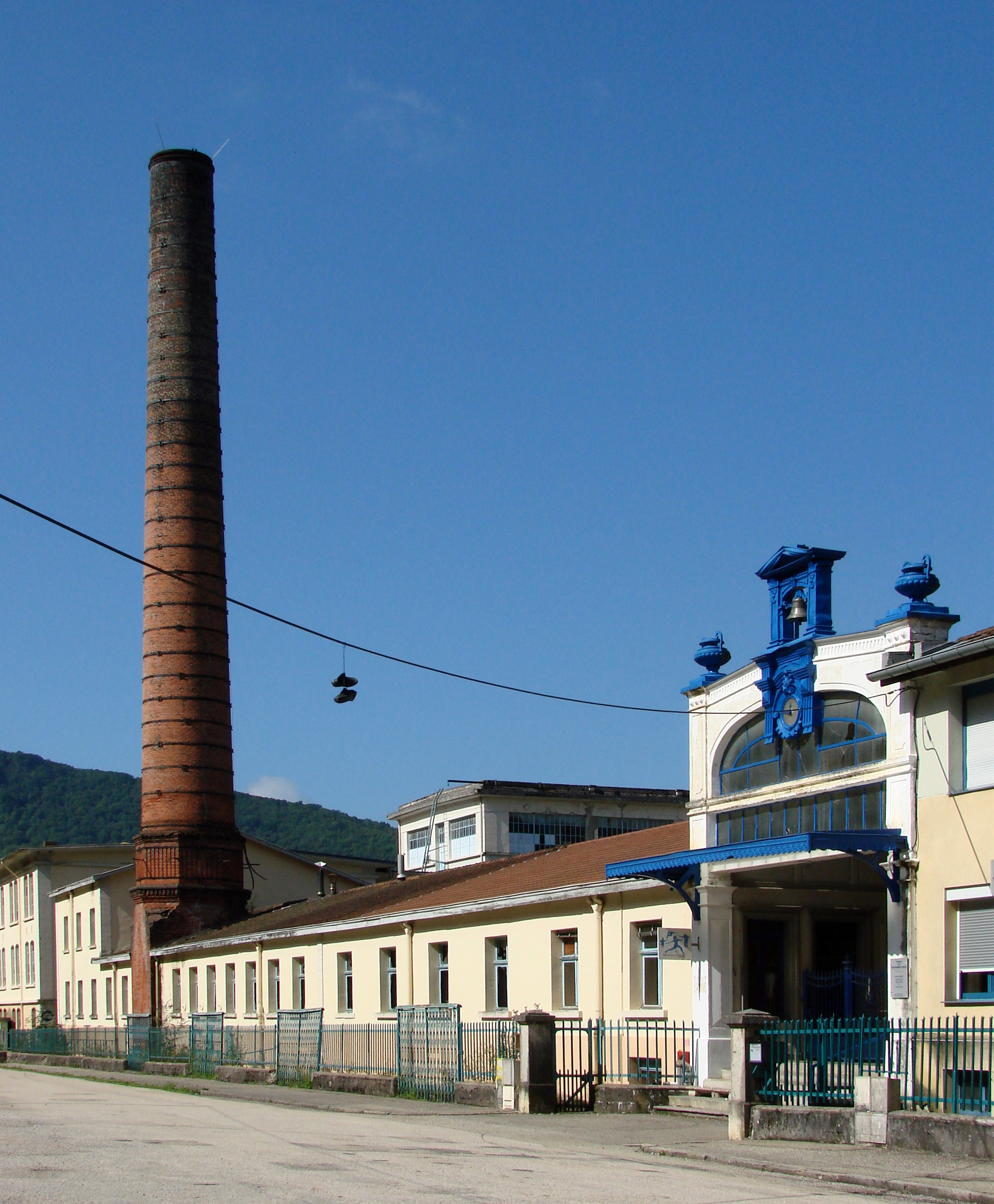
Entrée de la filature de la Shappe

En 1933, Michel Temporal est le premier adjoint du maire de Saint-Rambert-en-Bugey et directeur de la « Schappe » Henry Franc, lors qu’éclate au sein de cette filature une grève qui s’étend rapidement aux 1100 ouvriers du site. Le mouvement a pour origine l'application dans l'usine du « système Bedaux », inspiré des méthodes du taylorisme et qui instaure des cadences intensives. L'intransigeance du maire et la misère accrue des grévistes entraine un conflit municipal qui pousse Michel Temporal a démissionner. Après 52 jours de grève, à bout de ressources, les ouvriers votent la reprise du travail le 25 octobre.
L'issue de la grève aura pour conséquence immédiate une rupture de confiance des ouvriers envers leur patronat et, en 1935, l'éviction du maire sortant Henry Franc au profit du docteur Michel Temporal, élu sous l'étiquette du Parti Radical. Président de la fédération pour l'arrondissement de Belley, Michel Temporal est le correspondant local d’Édouard Herriot, qu'il reçoit régulièrement.

#### Vie personnelle
Veuf de sa première femme, morte de la tuberculose en 1923, Michel Temporal se remarie à Marie Ferboeuf, couturière, le 2 septembre 1929. Le couple achète une maison au centre de Saint-Rambert. Leur premier enfant, un garçon, y nait en 1931, suivi de sa fille Michèle, en 1936. Elle est l'auteure de sa biographie éditée à l'occasion du 70e anniversaire de sa disparition en 2014 (voir bibliographie).

### Seconde Guerre mondiale

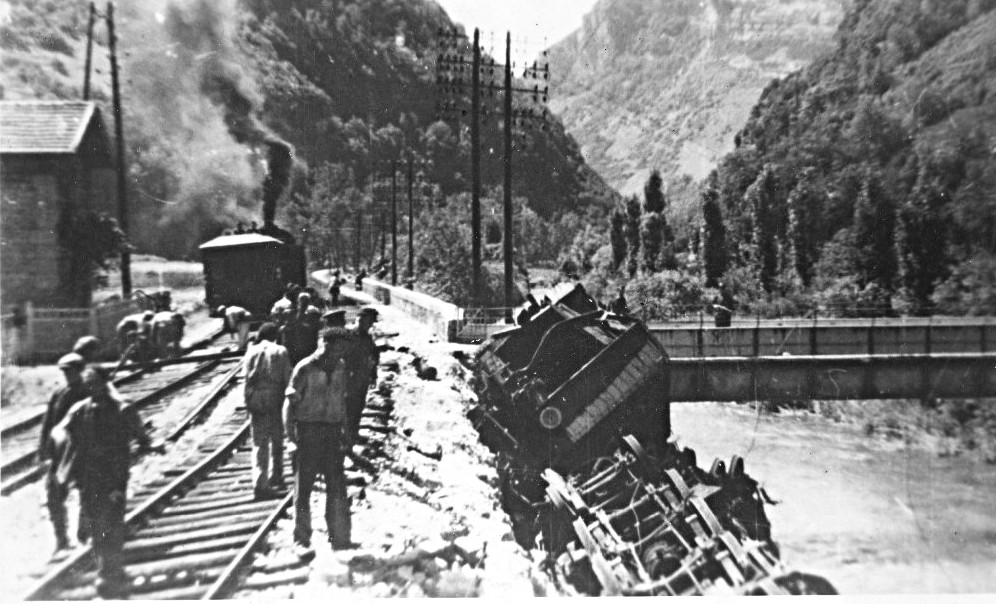
Le 6 juillet 1944, quelques instants avant l'attaque du train blindé.

Pendant la Seconde Guerre mondiale, la région de Saint-Rambert-en-Bugey abrite plusieurs groupes de résistants. À l'approche du débarquement, ces groupes sabotent régulièrement la voie ferrée traversant la cluse des Hôpitaux. Le 6 juillet 1944, au cours de l'attaque d'un train blindé, 6 soldats allemands sont tués et une patrouille allemande est attaquée dans la ville. Les Allemands tirent sur tout ce qui bouge. Les combats se prolongent tard dans la nuit.
Le 7 juillet 1944, une trentaine de camions, assistés de motocyclistes et d'automitrailleuses, pénètrent la vallée de l'Albarine. La Wehrmacht et la Gestapo, épaulées par la milice, investissent la ville. Après une brève tentative de résistance devant le bâtiment du peignage, les maquisards doivent décrocher devant des centaines de soldats. Des barrages sont établis par les nazis aux entrées de la ville où de nombreuses personnes sont arrêtées.
30 otages, pris au quartier du four-à-chaux, à l'abbaye et à la mairie, sont parqués sous la Grenette (l'ancien marché couvert de Saint-Rambert, mairie actuelle). Si 18 otages sont libérés, 12 d'entre eux sont mitraillés à 21h45 dans la rue du Pavé (actuellement rue des Otages).
Meurent sur le coup :
- Le docteur Michel Temporal, 58 ans, maire de la ville ;
- Pierre Chatton, 36 ans, chef du ravitaillement ;
- Louis Golzio, 53 ans, secrétaire de mairie ;
- Dominique Molinero, 43 ans, mécanicien ;
- Joseph Arena, 58 ans, ouvrier ;
- Joanny Pollet, 46 ans, camionneur de Villeurbanne ;
- Louis Multin, 20 ans, originaire de Druillat et horticulteur à Bourg.

Trois otages, grièvement blessés, se croient sauvés. Emmené le 9 juillet à l'Hôpital de Nantua, qui soigne depuis longtemps réfractaires et maquisards, ils seront reconnus lors d'une descente des nazis dans l’hôpital et fusillé une seconde fois dans la carrière de la Croix-Chalon, certains sur leurs civières. Il s'agit de :
- André Burtschell, 36 ans, juge de paix à Saint-Rambert ;
- Pierre Gayat, 46 ans, secrétaire de mairie ;
- Joseph Marguin, 50 ans, garde champêtre.

Deux otages, blessés plus légèrement, s'en sortiront en vie :
- Louis Lannezval, 43 ans, hôtelier et maquisard ;
- Victor de Féo, 41 ans.

La journée compte d'autres victimes, dont Jean Landry, retraité de 67 ans, mort d'un lancé de grenade pour avoir voulu observer l'événement de l'embrasure de sa fenêtre et le chauffeur de taxi André Rigaud, arrêté dans la journée à un barrage. Sommé de mener les allemands aux caches des maquisards, il tente de s'enfuir mais percute une borne. Interné à la Schappe et passé à tabac, il sera abattu à 22 heures, lors de la libération des ouvriers de l'usine.
La ville de Saint-Rambert-en-Bugey sera décorée de la Croix de guerre 1939-1945 avec étoile de bronze.

## Hommages et distinctions

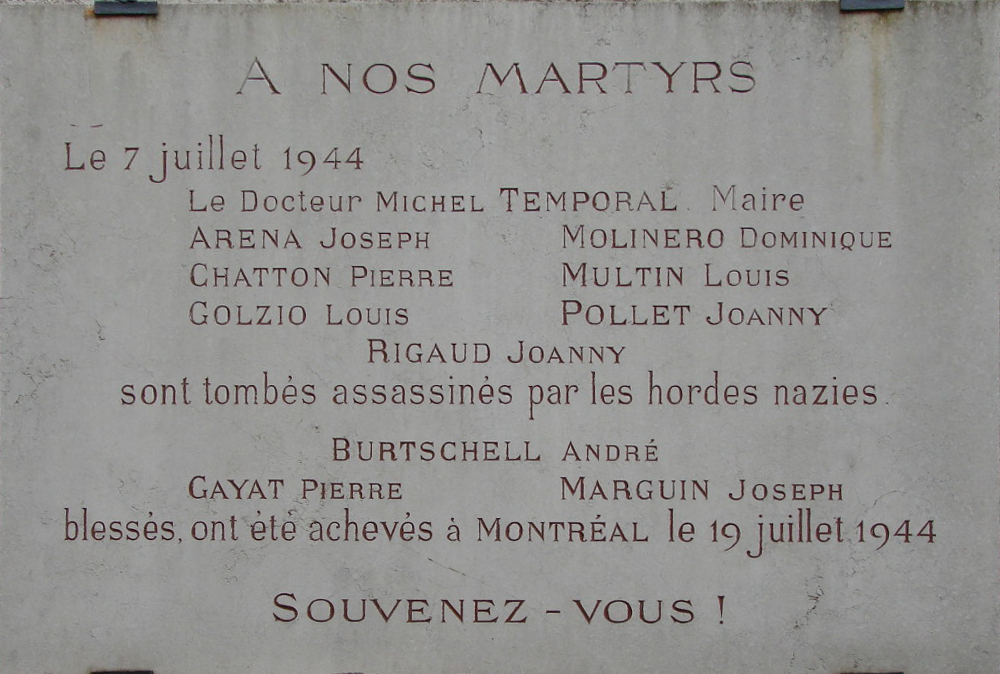
Plaque à Saint-Rambert-en-Bugey, rendant hommage aux otages, dont Michel Temporal.

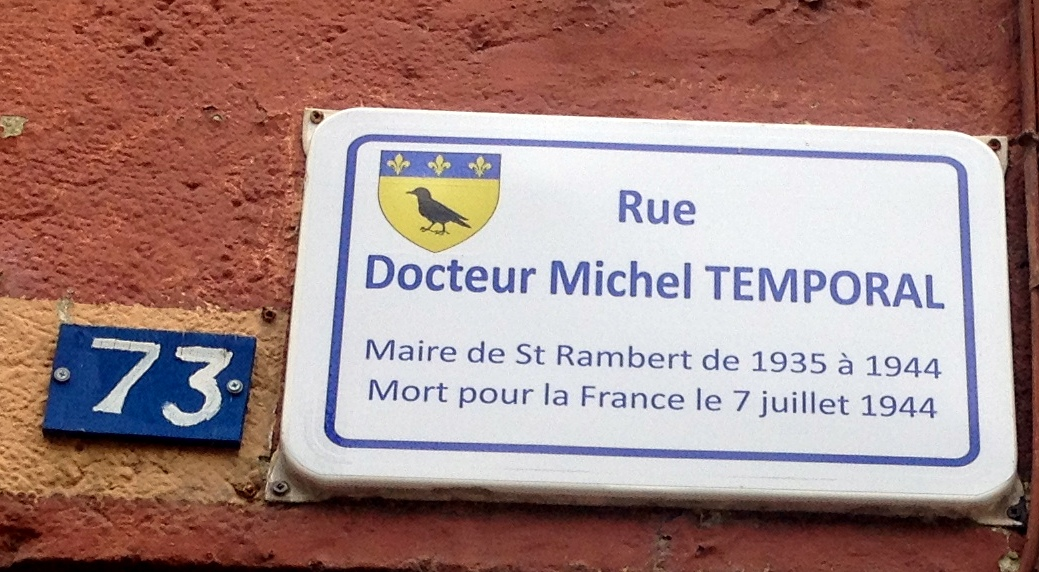
Plaque de rue de la rue Michel-Temporal.

Michel Temporal était titulaire de la Croix de Guerre avec 3 étoiles de bronze et de la médaille d'Honneur de Vermeil des Épidémies (1917), de la Médaille interalliée de la Victoire (1934), de la médaille d'honneur du Comité National de défense contre la Tuberculose (1939).
Promu officier de la Légion d'honneur par décret du 23 décembre 1936, il a reçu la médaille de la Résistance à titre posthume le 23 février 1959 et l'attribution de la mention « Mort pour la France ».
Son nom est inscrit sur le monument aux morts de Saint-Rambert-en-Bugey. Il y a une « rue du Docteur-Temporal » à Saint-Rambert-en-Bugey, ainsi qu'une rue des Otages et un square du 7-juillet-1944.
Tous les 7 juillet, une cérémonie commémorative se déroule à Saint-Rambert-en-Bugey.